# Latvijas PSR čempionāts futbolā 1986
L'edizione 1986 del massimo campionato di calcio lettone fu la 42ª come competizione della Repubblica Socialista Sovietica Lettone; il titolo fu vinto dal Torpedo Rīga, giunto al suo secondo titolo.

## Formato
Il campionato era formato da quattordici squadre che si incontrarono in gare di andata e ritorno per un totale di 26 turni; erano assegnati due punti alla vittoria, un punto al pareggio e zero per la sconfitta.

## Classifica finale
|                        | Pos. | Squadra              | Pt | G  | V  | N | P  | GF | GS | DR  |
| ---------------------- | ---- | -------------------- | -- | -- | -- | - | -- | -- | -- | --- |
| RSS Lettone (bandiera) | 1.   | Torpedo Riga         | 42 | 26 | 17 | 8 | 1  | 39 | 10 | +29 |
|                        | 2.   | Celtnieks Rīga       | 39 | 26 | 17 | 5 | 4  | 70 | 25 | +45 |
|                        | 3.   | VEF Riga             | 36 | 26 | 15 | 6 | 5  | 52 | 22 | +30 |
|                        | 4.   | Jūrnieks             | 36 | 26 | 14 | 8 | 4  | 41 | 21 | +20 |
|                        | 5.   | Ķīmiķis              | 31 | 26 | 13 | 5 | 8  | 46 | 20 | +26 |
|                        | 6.   | Sarkanais Metalurgs  | 28 | 26 | 11 | 6 | 9  | 50 | 27 | +23 |
|                        | 7.   | Junioru izlase       | 26 | 26 | 9  | 8 | 9  | 50 | 37 | +13 |
|                        | 8.   | Enerģija Rīga        | 24 | 26 | 8  | 8 | 10 | 36 | 29 | +7  |
|                        | 9.   | Alfa Rīga            | 23 | 26 | 7  | 9 | 10 | 20 | 27 | -7  |
|                        | 10.  | Gauja Valmiera       | 20 | 26 | 7  | 6 | 13 | 25 | 51 | -26 |
|                        | 11.  | Sarkanais Kvadrats   | 19 | 26 | 7  | 5 | 14 | 27 | 51 | -24 |
|                        | 12.  | Aditajs Ogre         | 17 | 26 | 6  | 5 | 15 | 25 | 54 | -29 |
|                        | 13.  | 9 Maijs Rigas rajons | 13 | 26 | 5  | 3 | 18 | 20 | 65 | -45 |
|                        | 14.  | Ostinieks Riga       | 10 | 26 | 4  | 2 | 20 | 25 | 87 | -62 |